# Vals (Ariège)
Vals is een gemeente in het Franse departement Ariège (regio Occitanie) en telt 91 inwoners (2009). De oppervlakte bedraagt 4,2 km², de bevolkingsdichtheid is dus 21,7 inwoners per km².

## Demografie
Onderstaande figuur toont het verloop van het inwoneraantal van Vals vanaf 1962.

Vanwege een beveiligingsprobleem met de MediaWiki Graph-software is het momenteel niet mogelijk deze grafiek weer te geven. Zodra de software is bijgewerkt zal de grafiek vanzelf weer zichtbaar worden.
Bron: Frans bureau voor statistiek. Cijfers inwoneraantal volgens de definitie population sans doubles comptes (zie de gehanteerde definities)
1. ↑  Populations de référence 2022.